# إدورد
إِدْوَرْدُ اسم إنكليزي تُسمى به الذكور. مَنشؤه في الإنكليزية القديمة وهو فيها مكون من لفظ «ead» (آد) ومعناه المال والنعمة، ولفظ «weard» (ورد) ومعناه الحافظ والناظر والحارس، فيكون معنى الاسم حافظ المال أو مثله.

## التوزيع العرقي
الذين يحملون إسم إدوارد هو 39.7% من البيض، و3.2% من أصل إسباني، و51% من السود، و2.8% من الآسيويين أو سكان جزر المحيط الهادئ، و2.8% من عرقين أو أكثر، و0.6% من الهنود الأمريكيين أو سكان ألاسكا الأصليين. يُنظر إلى هذه الأرقام كتقدير تقريبي فقط.
يحصى هذا الإحصاء لسكان الولايات المتحدة الأمريكية.
تعد أكبر ولاية أمريكية يوجد بها أشخاص بإسم إدوارد هي ولاية نيويورك .

## أعلام
إدوارد بدر فؤاد - ممثل ومغني مصري
إدوارد سعيد - كاتب وصحفي فلسطيني/أمريكي
إدوارد ميندي - لاعب كرة قدم سنغالي
إدوارد الثامن ملك المملكة المتحدة - ملك سابق للمملكة المتحدة
إدوارد السابع ملك المملكة المتحدة - ملك سابق للمملكة المتحدة
إدواردو سافرين - رجل أعمال برازيلي
إدوارد دوق إدنبرة - أخو الملك تشارلز وثالث أبناء الملكة إليزابيث الثانية
إدوارد سنودن - خبير تقني أمريكي
إدوارد الأول (ملك إنجلترا) - ملك لإنجلترا في العصور الوسطى
إدورد جلازر - مستشرق نمساوي
إدورد بيرنيز